# Crepidinae
Crepidinae je podtribus iz porodice glavočika, dio tribusa Cichorieae.

## Rodovi
1. Youngia Cass. (44 spp.)
2. Lapsanastrum Pak & K. Bremer (4 spp.)
3. Crepidiastrum Nakai (19 spp.)
4. Qineryangia Y. S. Chen & Lian S. Xu (1 sp.)
5. Rhagadiolus Scop. (1 sp.)
6. Sonchella Sennikov (2 spp.)
7. Spiroseris Rech.f. (1 sp.)
8. Lapsana L. (1 sp.)
9. Crepis L. (202 spp.)
10. Taraxacum Weber (2486 spp.)
11. Askellia W. A. Weber (11 spp.)
12. Ixeris (Cass.) Cass. (14 spp.)
13. Ixeridium (A. Gray) Tzvelev (21 spp.)
14. Garhadiolus Jaub. & Spach (3 spp.)
15. Lagoseriopsis Kirp. (1 sp.)
16. Heteroderis (Bunge) Boiss. (1 sp.)
17. Acanthocephalus Kar. & Kir. (2 spp.)
18. Heteracia Fisch. & C. A. Mey. (2 spp.)
19. Dubyaea DC. (12 spp.)
20. Hololeion Kitam. (2 spp.)
21. Nabalus Cass. (19 spp.)
22. Sinoseris N. Kilian, Ze H. Wang & H. Peng (3 spp.)
23. Syncalathium Lipsch. (6 spp.)
24. Soroseris Stebbins (8 spp.)